# Пол Бутільєр
Пол Бутільєр (англ. Paul Boutilier, нар. 3 травня 1963, Сідней) — канадський хокеїст, що грав на позиції захисника. Грав за збірну команду Канади. Згодом — хокейний тренер.

## Ігрова кар'єра
Хокейну кар'єру розпочав 1980 року виступами за юнацьку команду «Шербрук Касторс» (ГЮХЛК). 
1981 року був обраний на драфті НХЛ під 21-м загальним номером командою «Нью-Йорк Айлендерс». 
У 1982 в складі «Шербрук Касторс» став фіналістом Меморіального кубка.
Протягом професійної клубної ігрової кар'єри, що тривала 10 років, захищав кольори команд «Вінніпег Джетс», «Нью-Йорк Рейнджерс», «Бостон Брюїнс», «Міннесота Норт-Старс», «Нью-Йорк Айлендерс», «Берн» та СК «Цюрих».
Виступав за збірну Канади.

## Тренерська кар'єра
З 1992 асистент головного тренера команди з Університету Сент-Мері (Галіфакс), а з 1993 по 1997 головний тренер.

## Нагороди та досягнення
- Володар Кубка Стенлі в складі «Нью-Йорк Айлендерс» — 1983.

## Інше
Після відходу від хокею був постійним учасником змагань з керлінгу.
Працює викладачем з Міжнародного маркетингу в Університеті міста Шарлоттаун. У 2015 призначений асистентом головного тренера молодіжного клубу «Сент-Джон Сі-Догс» (ГЮХЛК).